# Delta Crateris
Désignations
Delta Crateris (δ Crt / δ Crateris) est l'étoile la plus brillante de la constellation de la Coupe. Sa magnitude apparente est de 3,56.
Delta Crateris est une géante jaune-orangée de type spectral G9IIICH0.5. D'après la mesure de sa parallaxe annuelle par le satellite Hipparcos, elle est située à environ ∼ 186 a.l. (∼ 57 pc) de la Terre. Elle se rapproche du Système solaire à une vitesse radiale de −5 km/s.